# Vinterskål
Vinterskål (Urnula hiemalis) är en svampart som tillhör divisionen sporsäcksvampar, och som beskrevs av John Axel Nannfeldt. Vinterskål ingår i släktet Urnula, och familjen Sarcosomataceae. Arten är reproducerande i Sverige.